# Bilangué
Bilangué est un village du Cameroun, rattaché à la commune de Nyanon, situé dans le département de la Sanaga-Maritime et la région du Littoral, situé à 4 km de Kikot sur la route de Ndom.

## Population et développement
En 1967, la population de Bilangué était de 200 habitants, essentiellement des Basso. La population de Bilangué était de 275 habitants dont 139 hommes et 136 femmes, lors du recensement de 2005.